# 陶丘洪
陶丘洪（？年—？年），複姓陶丘，字子林，青州平原郡（今山東省平原縣）人，東漢末期名士，與曹魏名臣華歆為同郡。清達博辯，文冠當代。舉孝廉出身，沒有出仕，並與名士孔融、邊讓齊名。曾替史弼辯誣名聲，交好華歆，推舉劉繇為茂才，勸誡袁術暴行，年三十卒。

## 生平

### 替史弼辯誣
平原相史弼因故遭人誣陷將要被棄市，其所舉之孝廉魏劭通過變賣郡邸向中常侍侯覽行賄，這才讓史弼的刑罰降低一等，免於一死。不過魏劭的作為這也遭到了人們的非議，陶丘洪為此站出來解釋，援引周文王被囚禁時其屬下大臣閎夭向商紂王進獻禮物的例子，堵住了悠悠眾口。

### 舉薦劉繇，勸阻袁術
曾舉薦劉岱、劉繇兄弟為茂才，後王芬欲廢漢靈帝劉宏，曾找華歆、曹操、許攸、周旌和陶丘洪等人，陶丘洪本欲參加王芬廢帝之事，因華歆勸阻而作罷，後王芬事敗自殺，陶丘洪本不服華歆因此事而從此服華歆。袁術因故憎恨何顒，曾指責何顒有三宗罪，雖陶丘洪奮力為何顒辯護但袁術依然恨何顒，經南陽郡人宗承勸解下袁術才不再恨何顒。陶丘洪後在三十歲時死。